# Yannick Kerlogot
Yannick Kerlogot est un homme politique français, né le 12 mai 1970 à Saint-Brieuc. Il est élu député de la majorité présidentielle dans la 4e circonscription des Côtes-d'Armor.

## Biographie

### Formation
Il obtient une maitrise d'histoire en 1993 à l'université Rennes 2, après avoir soutenu un mémoire de recherche sous la direction de Michel Lagrée et consacré aux écoles primaires à Guingamp.

### Carrière politique
Élu conseiller municipal de Guingamp en 2008 sur une liste d'union de la gauche, il quitte Europe Écologie Les Verts avec deux autres élus en 2013.
Il rejoint La République en marche, parti fondé par Emmanuel Macron, en 2016. Il est élu député de la Quatrième circonscription des Côtes-d'Armor aux élections législatives de 2017. À l'Assemblée nationale, il est membre de la commission des affaires culturelles et de l'éducation.
Le 19 juin 2022, il est battu dans le cadre des élections législatives de 2022 face à Murielle Lepvraud, investie par la NUPES.
En mars 2025, il effectue un retour en politique annonçant sa candidature à la mairie de Guingamp, après deux précédentes tentatives ; en 2014 et en 2020 où il n'avait pas reçu les soutiens nécessaire pour monter sa liste.
Kerlogot est LGBT+.

## Mandats
- 2008 - 2020 : Conseiller municipal de Guingamp
- 2015 - 2017 : Conseiller départemental des Côtes-d'Armor
- Conseiller d'agglomération de Guingamp Paimpol Armor Argoat Agglomération
- 2017 - 2022 : Député français de la 4e circonscription des Côtes-d'Armor